# Uma inornata
Uma inornata là một loài thằn lằn trong họ Phrynosomatidae. Loài này được Cope mô tả khoa học đầu tiên năm 1895.

## Hình ảnh

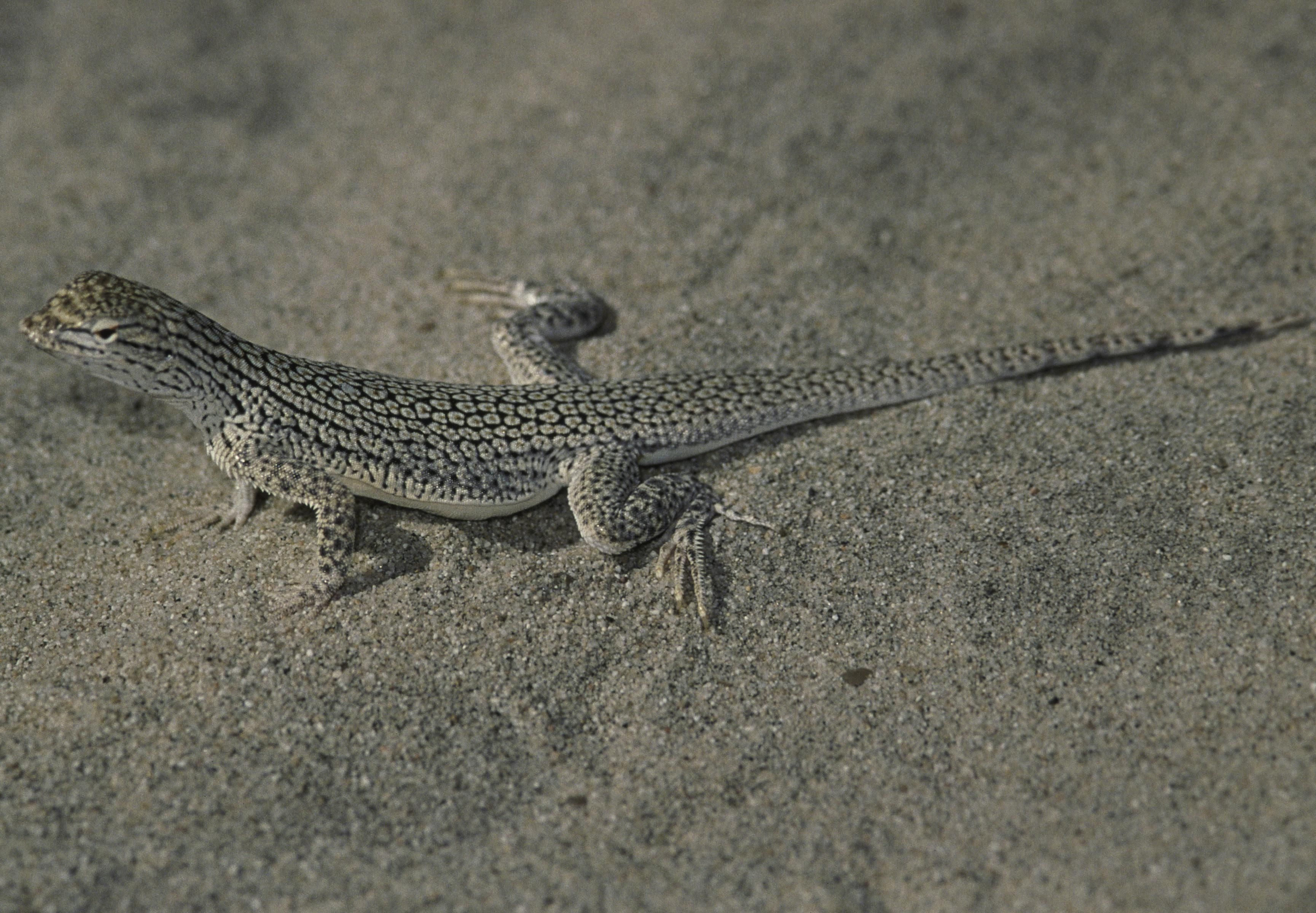